# Elsa Köhler
Elsa Köhler (* 24. Februar 1879 in Lemberg, Österreich-Ungarn als Elisabeth Köhler Edle von Dammwehr; † 20. Dezember 1940 in Wien) war Reformpädagogin, Entwicklungspsychologin sowie Mitbegründerin der Pädagogischen Tatsachenforschung.

## Leben und Werk
Nach der Reifeprüfung als Volksschullehrerin 1899 war sie Erzieherin bei den Kindern der Erzherzogin Marie Valerie. 1920 lernte sie als Teilnehmerin eines Erholungsprogramms in Varberg an der schwedischen Westküste Ingeborg Hamberg kennen, deren gemeinsame Schulversuche beeinflussten die Entwicklung des schwedischen Schulwesens. 1921 kam Elsa Köhler an die Bundeserziehungsanstalt in Wien III. 1926 promovierte sie in Psychologie bei Karl Bühler an der Universität Wien über die „Persönlichkeit des dreijährigen Kindes“. Im Zeitraum 1922–32 nahm Köhler als Vortragende an zahlreichen internationalen Kongressen teil. Von November 1931 bis zum Frühjahr 1933 arbeitete sie in Jena bei dem Reformpädagogen Peter Petersen, dem Begründer des Jena-Plans. Durch protokollarische Erfassung von Unterrichtssituationen in der Jenaer Universitätsschule legte Köhler mit ihrem dortigen Doktoranden- und Schülerkreis den Grundstein zur Jenaer „Pädagogischen Tatsachenforschung“. Dieser Forschungsansatz wurde innerhalb des Jena-Plans weitergeführt durch Dr. Else Müller-Petersen und nach dem Zweiten Weltkrieg von Friedrich Winnefeld (1911–1968) zu einem allgemeinen Konzept empirischer Forschung in der Pädagogik ausgebaut.
1934 wurde Köhler von den Wiener Behörden zwangspensioniert, mit geringen Bezügen. Sie arbeitete in dieser Zeit in Schweden als Forscherin auf Grund eines Forschungsstipendiums der American Association of University Women. Bemühungen, in Schweden eine feste berufliche Anstellung im Hochschulbereich zu finden, blieben erfolglos. Von Krankheit gezeichnet kehrte Köhler 1938 nach Wien zurück, begleitet von ihrer langjährigen Freundin Ingeborg Hamberg. Die letzten beiden Lebensjahre verbrachte Köhler verarmt in Wien. Sie blieb wissenschaftlich völlig isoliert, nachdem ihr Doktorvater Karl Bühler 1938 wegen des „Anschlusses“ Österreichs an Hitler-Deutschland emigrierte. Köhlers Grab befindet sich auf dem Wiener Zentralfriedhof.
Köhlers wissenschaftliche Bedeutung liegt 1. in ihren Beiträgen zur Reform der Fremdsprachendidaktik, insbesondere des Französischunterrichts, 2. in Arbeiten zur Psychologie, Pädagogik und Sprachentwicklung des Kleinkindes, 3. in der empirischen pädagogisch-psychologischen Forschung, 4. im reformpädagogischen Konzept des „Schaffensunterrichts“. Köhler entwickelte das Prinzip der radikalen Arbeitsschule, sie schloss mit den Schülerinnen Verträge und ließ sie den Unterricht auch während ihrer wochenlangen Abwesenheiten selbst verwalten.

## Bücher und Aufsätze von Elsa Köhler
- mit Ingeborg Hamberg: Ur den moderna pedagogikens verkstad. Stockholm 1926.
- Die Persönlichkeit des dreijährigen Kindes (Annchen). Leipzig 1926.
- Die Krise der Psychologie und die Pädagogik. In: Schulreform. 8. Jg. 1929, S. 409–427.
- Erziehungswissenschaft. In: Schulreform. 9. Jg. 1930, S. 670–675.
- mit Ingeborg Hamberg: Zur Psychologie und Pädagogik der geistigen Arbeit. Entwicklungsgeschichte einer Klasse 1924–1930. Berlin 1931.
- mit Karl Reininger, Ingeborg Hamberg: Entwicklungsgemäßer Schaffensunterricht. Wien 1932.
- mit Walter Böhm (unter Mitarbeit von Marta Bergemann-Könitzer): Entwicklungshilfe als psychologisches und pädagogisches Problem. Weimar 1936.
- Aktivitetspedagogik. Stockholm 1936.
- Småbarnsfostran. Stockholm 1937.

## Neuere Sekundärliteratur
- Hein Retter: Reformpädagogik und Protestantismus im Übergang zur Demokratie. Studien zur Pädagogik Peter Petersens. Peter Lang Internationaler Verlag der Wissenschaften, Frankfurt am Main 2007, S. 154–156.
- Hein Retter (Hrsg.): Reformpädagogik zwischen Rekonstruktion, Kritik und Verständigung. Deutscher Studien Verlag, Weinheim 1996. Darin: Peter Petersen, Elsa Köhler: Briefwechsel über ein nicht realisiertes Projekt. S. 189–226.
- Lars Karlsson: Leka, lära, öva, arbeta, verkskapa. Elsa Köhler en österrikisk aktivitetspedagog i Sverige. Lund University Press, Lund 1998.
- Hein Retter: Elsa Köhler – Wirken und Werk einer Reformpädagogin. In: Erziehung und Unterricht (Wien). 153. Jg., 2003, S. 1097–1113.
- Hein Retter (Hrsg.): Reformpädagogik. Neue Zugänge – Befunde – Kontroversen. Darin: Irmtraud und Lars Karlsson: Elsa Köhler – eine österreichische Reformpädagogin in Schweden. Verlag Klinkhardt, Bad Heilbrunn 2004, S. 106–116.
- Charlotte Zwiauer: Elsa Köhler. In: Brigitta Keintzel, Ilse Korotin (Hrsg.): Wissenschafterinnen in und aus Österreich. Leben – Werk – Wirken. Böhlau, Wien / Köln / Weimar 2002, ISBN 3-205-99467-1, S. 393–395.

## Ältere Sekundärliteratur
- J. Dolch: Elsa Köhler. In: Herders Lexikon der Pädagogik. Freiburg 1965, S. 7.
- E. H. [= Ester Hermansson]: Elsa Köhler. In: Psykologisk-pedagogisk uppslagbok. Andra omarbetade och utvidgade upplagan. Band II, Stockholm 1956, S. 742.
- V. Fadrus: Köhler. Elsa. In: Lexikon der Pädagogik in drei Bänden. Bd. 3. Bern 1952, S. 257–258.
- H. Hetzer: Kinder- und jugendpsychologische Forschung im Wiener Psychologischen Institut von 1922 bis 1938. In: Zeitschrift für Entwicklungs- und Pädagogische Psychologie. 14. Jg. 1982, S. 175–244.
- P. Petersen, E. Köhler: Die Pädagogische Tatsachenforschung. Besorgt von T. Rutt. Paderborn 1965.
- F. Winnefeld u. a.: Pädagogischer Kontakt und pädagogisches Feld. München 1957.